# Call It Love (Lied)
Call It Love (englisch für „Nenn es Liebe“) ist ein Lied des deutschen DJs Felix Jaehn, in Zusammenarbeit mit dem US-amerikanischen Musiker Ray Dalton. Das Stück ist die erste Singleauskopplung aus Jaehns zweiter EP Happy Rave.

## Entstehung und Artwork
Geschrieben wurde Call It Love von den beteiligten Interpreten Ray Dalton und Felix Jaehn sowie den Koautoren Daniel Deimann und Dag Lundberg sowie vom Musikprojekt Decco (bestehend aus Sebastian Arman und Joacim Bo Persson) und dem Produzententeam Junkx (bestehend aus Dennis Bierbrodt, Stefan Dabruck, Jürgen Dohr und Guido Kramer). Mit Ausnahme von Dabruck und Dalton zeichneten alle Autoren auch für die Programmierung und das Einspielen des Keyboards verantwortlich. Die Produktion erfolgte durch die Zusammenarbeit von Decco, Jaehn, Junkx und Lundberg. Junkx war darüber hinaus für die Abmischung verantwortlich und fungierte als Toningenieur. Lundberg wurde zudem für das Einspielen der Gitarre engagiert. Das Mastering erfolgte durch die Brüder Dirk und Marco Duderstadt.
Auf dem Frontcover der Single ist – neben Künstlernamen und Liedtitel – eine plasmatische Darstellung der Erde zu sehen.

## Veröffentlichung und Promotion
Die Erstveröffentlichung von Call It Love erfolgte als digitale Single zum Download und Streaming am 16. September 2022. Diese erschien als Einzeltrack unter dem Musiklabel Virgin Records und wurde durch Universal Music Publishing vertrieben. Verlegt wurde das Lied durch Favorite Song Publishing, Hippo Legend Publishing, Sony Music Publishing und Wasted Talent Publishing. Darüber hinaus wirkt Kobalt Music Publishing als Subverlag. Einen Monat später, dem 21. Oktober 2022, erschien ein Remix des französischen Musikprojekt Klingande als digitaler Einzeltrack. Am 18. August 2023 erschien das Lied als Teil von Felix Jaehns zweiter EP Happy Rave, dessen erste Singleauskopplung es ist.

## Inhalt
Der Liedtext zu Call It Love ist in englischer Sprache verfasst. Der Musiktitel bedeutet ins Deutsche übersetzt so viel wie „Nenn es Liebe“. Die Musik und der Text wurden gemeinsam von Ray Dalton, Decco, Daniel Deimann, Felix Jaehn, Junkx und Dag Lundberg geschrieben und komponiert. Musikalisch bewegt sich das Lied im Bereich der elektronischen Popmusik, stilistisch im Bereich des House. Das Tempo beträgt 110 Schläge pro Minute. Die Tonart ist f-Moll. Inhaltlich handelt es sich bei Call It Love um ein Liebeslied.
Aufgebaut ist das Lied auf einem Intro, zwei Strophen und einem Refrain. Als Einleitung beginnt es zunächst mit dem Intro, das sich aus den beiden Zeilen „Sing it back to me, sing it back to me now“ und „Why don’t we call it love, call it love?“ zusammensetzt. Auf das Intro folgt die erste Strophe, die aus vier Zeilen besteht. An diese schließt sich zunächst der sogenannte „Pre-Chorus“ an, ehe der eigentliche Refrain einsetzt. Der gleiche Vorgang wiederholt sich mit der zweiten Strophe, wobei das Lied nach dem zweiten Refrain endet. Der Hauptgesang des Liedes stammt von Dalton, Jaehn wirkt lediglich als Produzent und Studiomusiker an dem Stück mit. Darüber hinaus sind im Hintergrund die Stimmen der beiden Decco-Mitglieder Sebastian Arman und Joacim Bo Persson sowie von Lundberg zu hören.
| „Why don’t we call it love? Sing it back to me, sing it back to me now. Why don’t we call it love, call it love? Sing it back to me, sing it back to me now. Why don’t we call it love, call it love? Why don’t we call it love, call it love?“ – Pre-Chorus, Originalauszug | „Warum nennen wir es nicht Liebe? Sing es mir zurück, sing es mir jetzt zurück. Warum nennen wir es nicht Liebe, nennen es nicht Liebe? Sing es mir zurück, sing es mir jetzt zurück. Warum nennen wir es nicht Liebe, nennen es nicht Liebe? Warum nennen wir es nicht Liebe, nennen es nicht Liebe?“ – Refrain, Übersetzung |

## Musikvideo
Das Musikvideo zu Call It Love feierte seine Premiere auf YouTube am 6. Oktober 2022. Es zeigt die Berichterstattung über eine anhaltende Hitzeperiode, dabei liegt das Augenmerk auf einem Mann, der für ein „Wunder“ in der Wüste tanzt. Zu Beginn ist in einer Nachrichtensendung die Eilmeldung „Earth in Need for a Miracle – Drought Period with No Foreseeable End“ (englisch für „Die Erde braucht ein Wunder – Dürreperiode ohne absehbares Ende“) zu sehen. Danach sieht man diesen Mann, der in einem Wohnwagen inmitten einer Wüste lebt und beginnt in diesem, auf diesem sowie in der Wüste davor zu tanzen. Während des Tanzes folgen die weiteren Eilmeldungen: „Heatwaves Continue – Fires destroy hectares of farmland“ (englisch für „Hitzewellen dauern an – Brände zerstören Hektar Ackerland“), „Unidentified Man Dancing for a Miracle – Prophet or lunatic? Who Is the Desert Man?“ (englisch für „Unbekannter Mann tanzt für ein Wunder – Prophet oder Wahnsinniger? Wer ist der Wüstenmann?“) und „Desert Man Exhausted – The End of All Hope?“ (englisch für „Wüstenmann erschöpft – Das Ende aller Hoffnung?“). Nachdem der Mann augenscheinlich am Ende zu sein scheint, kommen nach und nach immer mehr Menschen zu ihm und tanzen mit ihm zusammen, darunter Ray Dalton. Gegen Ende des Videos verdunkelt sich der Himmel und das Video endet mit dem Mann, der freudestrahlendend in den Himmel schaut. Die Gesamtlänge des Videos beträgt 2:42 Minuten. Regie führte das Berliner Regie-Duo Sonder. Bis Januar 2025 zählte das Musikvideo über 42 Millionen Aufrufe bei YouTube.

## Mitwirkende
| Liedproduktion - Ray Dalton: Gesang, Komponist, Liedtexter - Decco: Begleitgesang, Keyboard, Komponist, Liedtexter, Musikproduzent, Programmierung - Daniel Deimann: Keyboard, Komponist, Liedtexter, Programmierung - Duderstadt: Mastering - Felix Jaehn: Keyboard, Komponist, Liedtexter, Musikproduzent, Programmierung - Junkx: Abmischung, Keyboard, Komponist, Liedtexter, Musikproduzent, Programmierung, Toningenieur - Dag Lundberg: Begleitgesang, Gitarre, Keyboard, Komponist, Liedtexter, Musikproduzent, Programmierung | Unternehmen - EASYdoesit: Filmproduzent (Musikvideo) - Favorite Song Publishing: Verlag - Hippo Legend Publishing: Verlag - Kobalt Music Publishing: Subverlag - Sony Music Publishing: Verlag - Universal Music Publishing: Vertrieb - Virgin Records: Musiklabel - Wasted Talent Publishing: Verlag |

Musikvideo (Auswahl)
- Mireia Arboles: Schauspieler
- Abraham Asenso: Schauspieler
- Ella Galt: Schauspieler
- Mai Lasan: Farbkorrektur
- Elena San Martin: Schauspieler
- Juan San Martin: Schauspieler
- Ivan Martinez: Schauspieler
- Irene Moreno: 2. Kameraassistent
- Oksana Musatova: Schauspieler
- Yamile Napoles: Schauspieler
- Alex Oriach: 1. Kameraassistent
- Gisela Oros: Schauspieler
- Carlos Peña: Schauspieler
- Lucas Pintos: Beleuchter
- Frank Pizarro: Schauspieler
- Claudia Rojas: Schauspieler
- Xavier Roqueta: Schauspieler
- Maxim Rosenbauer: Ausführender Produzent
- Sonder: Filmeditor, Kameramann, Regisseur
- Natalia Soto: Schauspieler
- Josep Tregon: Schauspieler
- Julian Trunke: Visueller Effekt
- Jorge Venegas: Schauspieler

## Rezensionen
Natalie Driever von 1 Live beschrieb Call It Love als tanzbare House-Nummer, wie man es vom „Krone-Gewinner“ für den besten „Dance Act“ gewohnt sei. Die Stimme von Ray Dalton verleihe dem Lied einen souligen Touch, während der Klang, in klassischer Felix-Jaehn-Manier, extrem tanzbar und clubbig sei.
Radio Gong 96.3 nannte das Lied eine „unfassbare“ Popnummer, die aber gleichzeitig nie ihren „Dance-Flair“ und ihren „Festival-Anspruch“ verkenne. Call It Love sei nicht nur einer dieser eingängigen Dance-Pop-Titel, es sei „der“ eingängige Dance-Pop-Track, den man diesen Spätsommer noch zur Genüge hören werde. Felix würde einfach wissen, wie man in Liedern wie Call It Love diese unfassbare Energie einbaue, knisternde Spannung generiere und diese dann gemeinsam mit einem „mitsingpflichtigen Refrain“ übersprudelnd zum Entladen bringe.

## Kommerzieller Erfolg

### Chartplatzierungen
Call It Love verfehlte zunächst den Einstieg in die deutschen Singlecharts, konnte sich jedoch ab der ersten Verkaufswoche in den Single-Trend-Charts platzieren, wo das Lied am 23. September 2022 auf Rang vier einstieg. Nachdem es sich am 7. Oktober 2022 auf Rang drei der Trendcharts verbessern konnte, debütierte es schließlich am 14. Oktober 2022 auf Rang 80 der Singlecharts. Seine Bestplatzierung erreichte es am 6. Januar 2023 mit Rang 18. Die Single konnte sich mit Unterbrechungen 45 Wochen in den Top 100 platzieren, letztmals am 25. August 2023. Darüber hinaus erreichte die Single Rang drei der Airplaycharts, wo es sich lediglich Celestial (Ed Sheeran) und dem Spitzenreiter Anti-Hero (Taylor Swift) geschlagen geben musste sowie Rang vier der Dancecharts, Rang 13 der Downloadcharts und Rang 46 der Streamingcharts.
In Österreich stieg Call It Love am 8. November 2022 auf Rang 53 ein und erreichte am 10. Januar 2023 mit Rang 19 seine beste Platzierung. Bis zum 22. August 2023 platzierte sich das Lied mit Unterbrechungen 38 Wochen in den Charts. Am 30. Oktober 2022 stieg Call It Love auf Rang 53 der Schweizer Hitparade ein und erreichte am 8. Januar 2023 Rang 17. Die Single platzierte sich mit Unterbrechungen 49 Wochen in den Charts, letztmals am 1. Oktober 2023. 2022 belegte das Lied Rang 45 der deutschen Airplay-Jahrescharts. Im Folgejahr belegte es Rang 49 der deutschen Single-Jahrescharts, Rang 28 der deutschen Airplay-Jahrescharts, Rang 42 in Österreich sowie Rang 27 in der Schweiz.
Felix Jeahn erreichte als Interpret mit Call It Love, inklusive des Charterfolgs mit dem Musikprojekt Eff, zum 24. Mal die deutschen Singlecharts sowie zum 18. Mal die Singlecharts in Österreich und elften Mal in der Schweiz. In seiner Produzententätigkeit ist es sein 23. Charthit in Deutschland sowie sein 17. in Österreich und zehnter in der Schweiz. Als Autor erreichte er zum 23. Mal die deutschen Charts, zum 16. Mal die Charts in Österreich und zum neunten Mal in der Schweiz. Für Ray Dalton ist es als Autor und Interpret nach Can’t Hold Us, Don’t Worry und Manila je der vierte Charthit in allen drei Ländern.
Das Produzentenquartett Junkx platzierte mit Call It Love die 30. Produktion in den deutschen Singlecharts sowie je die 20. in Österreich und der Schweiz. Als Autorenteam ist es ihr 27. Charthit in Deutschland und je der 19. in Österreich und der Schweiz. Für Daniel Deimann ist es als Autor der zwölfte Charthit in Deutschland sowie der neunte in Österreich und der achte in der Schweiz. Das schwedisch-österreichische Musikprojekt Decco landete als Autorenduo seinen elften Charthit in Österreich sowie den achten in Deutschland und den siebten in der Schweiz. In ihrer Produzentenfunktion ist es der achte Charterfolg in Österreich, der fünfte in Deutschland sowie der vierte nach Beautiful Mess (Kristian Kostov), Beautiful Madness (Michael Patrick Kelly) und Manila (Alvaro Soler feat. Ray Dalton) in der Schweiz. Für Dag Lundberg ist es als Autor nach You Are Unstoppable (Conchita Wurst) und Where Are You Now (Lost Frequencies feat. Calum Scott) der dritte Charterfolg in Deutschland und Österreich sowie der zweite nach Where Are You Now in der Schweiz. Als Produzent ist es in allen drei Ländern sein erster Charthit.
| ChartsChartplatzierungen | Höchstplatzierung | Wochen |
| ------------------------ | ----------------- | ------ |
| Deutschland (GfK)        | 18 (45 Wo.)       | 45     |
| Österreich (Ö3)          | 19 (38 Wo.)       | 38     |
| Schweiz (IFPI)           | 17 (49 Wo.)       | 49     |

| ChartsJahrescharts (2023) | Platzierung |
| ------------------------- | ----------- |
| Deutschland (GfK)         | 49          |
| Österreich (Ö3)           | 42          |
| Schweiz (IFPI)            | 27          |

### Auszeichnungen für Musikverkäufe
Im Juni 2023 erhielt Call It Love je eine Platin-Schallplatte in Österreich und Polen. In Deutschland erreichte es im Mai 2023 Goldstatus für über 200.000 verkaufte Einheiten. Somit erhielt Call It Love europaweit vier Goldene sowie drei Platin-Schallplatten für über 495.000 verkaufte Einheiten.
| Land/Region        | Auszeichnungen für Musikverkäufe (Land/Region, Auszeichnung, Verkäufe) | Verkäufe |
| ------------------ | ---------------------------------------------------------------------- | -------- |
| Belgien (BRMA)     | Gold                                                                   | 20.000   |
| Dänemark (IFPI)    | Gold                                                                   | 45.000   |
| Deutschland (BVMI) | Gold                                                                   | 200.000  |
| Frankreich (SNEP)  | Gold                                                                   | 100.000  |
| Polen (ZPAV)       | 2× Platin                                                              | 100.000  |
| Österreich (IFPI)  | Platin                                                                 | 30.000   |
| Insgesamt          | 4× Gold · 3× Platin ·                                                  | 495.000  |